# 伊斯克爾市鎮
43°29′N 24°18′E / 43.483°N 24.300°E

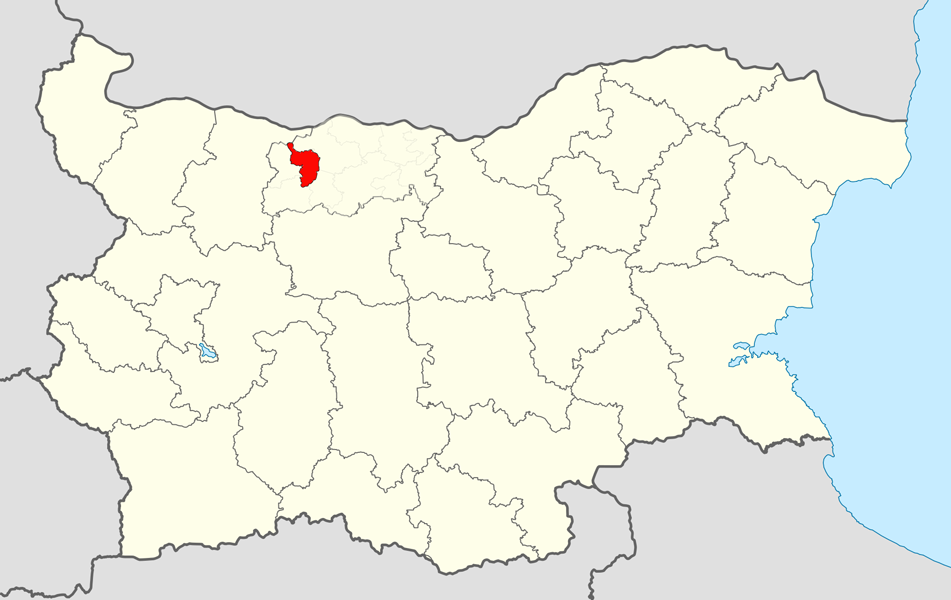

伊斯克爾市，是保加利亞的城鎮，位於該國北部，由普列文州負責管轄，首府設於伊斯克爾，面積239平方公里，2009年人口7,717，人口密度每平方公里32.29人。